# Фуццу
Фуццу (яп. 富津市 Футцу-си) — город в Японии, находящийся в префектуре Тиба. Площадь города составляет 205,35 км², население — 46 139 человек (1 августа 2014), плотность населения — 224,68 чел./км².

## Географическое положение
Город расположен на острове Хонсю в префектуре Тиба региона Канто. С ним граничат города Кимицу, Камогава и посёлок Кёнан.

## Население
Население города составляет 46 139 человек (1 августа 2014), а плотность — 224,68 чел./км². Изменение численности населения с 1980 по 2005 годы:
| 1980 | 56 102 чел. |  |
| 1985 | 56 777 чел. |  |
| 1990 | 54 876 чел. |  |
| 1995 | 54 273 чел. |  |
| 2000 | 52 839 чел. |  |
| 2005 | 50 162 чел. |  |

## Символика
Деревом города считается сакура, цветком — рододендрон.

## Транспорт
- Кокудо 16

## Города-побратимы
- Косю, Япония (1977)
- Карлсбад, США (1988)